# Романов, Борис Георгиевич
Бори́с Гео́ргиевич Рома́нов (10 (22) марта 1891, Санкт-Петербург — 30 января 1957, Нью-Йорк) — русский артист балета, балетмейстер, хореограф, педагог. Один из создателей и руководителей Русского романтического театра (1922—1926). Работал в разных балетных труппах. Осуществлял постановки в театрах Буэнос-Айреса, Парижа, Милана, Рима. В 1938—1942 и 1945—1950 годах — главный балетмейстер Метрополитен-опера (Нью-Йорк). Как хореограф оказал воздействие на становление национальных балетов Аргентины и США.

## Биография

### В Петербурге — Петрограде
В 1909 году окончил Петербургское Императорское театральное училище по классу М. К. Обухова. По отзывам критиков, на выпускном спектакле показал себя превосходным танцовщиком и виртуозом. Поступив в Мариинский театр, один год прослужил в кордебалете, после чего преимущественно исполнял хара́ктерные и гротесковые партии в старых и новых балетах: Шут в «Щелкунчике» Чайковского), Король шутов в «Павильоне Армиды» Черепнина, Пьеро в «Карнавале» и «Бабочках» на музыку Шумана; Странствующий актёр в «Испытании Дамиса» и Сатир во «Временах года» на музыку Глазунова; Лучник в «Половецких плясках» Бородина; Негр в «Дочери фараона» и «Царе Кандавле» Пуньи, в «Эвнике» Щербачёва и «Исламее» на музыку Балакирева и прочих. В. М. Красовская цитировала рецензию А. Л. Волынского 1911 года на «Щелкунчика»: «В танце буффонов Романов показывает чудеса замечательной техники, которых без огня и таланта не проделать никому. Театр единодушно аплодирует молодому артисту <…> за технику дерзкого прыжка и игру сверкающим обручем, который мнется в его руках, как лента, и не мешает ничему».
При этом с первых же дней в Мариинском театре Романова влекла деятельность балетмейстера, когда лучшими образцами для него в то время были постановки М. М. Фокина. По мнению Красовской, влияние Фокина на хореографию Романова ощущалось с первой же его постановки, когда в феврале 1911 года была представлена одноактная мимодрама «Рука» в Литейном театре. Там же, в театре «малых форм», где Романов исполнял обязанности заведующего хореографической частью, в других театрах и на площадках вне академической сцены (например, в «Бродячей собаке», затем в её преемнике «Привале комедиантов») последовали его многочисленные одноактные балеты, пантомимы, фантазии, танцевальные сценки и интермедии. В 1913 году Романов сблизился с акмеистом М. А. Кузминым и поставил на сцене Литейного театра несколько балетных миниатюр на либретто и музыку поэта.
С 1914 по 1920 год как балетмейстер Мариинского театра ставил танцы во многих операх, миниатюры, одноактные балеты, лучший из которых «Андалузиана» на музыку Бизе (1915). Одновременно осуществлял постановки в других театрах Петрограда.

### У Дягилева
В 1911—1914 годах в качестве танцовщика и балетмейстера Романов участвовал в постановках Русского балета Дягилева. Дягилев поручил Романову создать хореографию для двух спектаклей.
По мнению С. Л. Григорьева, постановка «Трагедии Саломеи» в пятом парижском сезоне Русского балета Дягилева не получила одобрения зрителей или прессы из-за недостатков сценария и оформления, отмечая при этом, что «и музыка, и хореография были достаточно высокого качества». В пятом дягилевском сезоне ни одна из трёх новых балетных постановок не была удачна. После незначительного успеха при показе в Монте-Карло «Трагедия Саломеи» «почти тотчас была заброшена».
По поводу постановки оперы «Соловей» Игоря Стравинского Григорьев писал, что из-за занятости Фокина другими постановками и отсутствия интереса к музыке композитора Дягилев доверил создание хореографии танцев Романову. Спектакль не произвёл особого впечатления на рядовую публику, поскольку «ни оформление Бенуа, выдержанное в мягких тонах, ни столь же спокойная хореография Романова не сочетались с резкостью музыкального языка».
В 1914 году Дягилев назначил Романова постановщиком первого балета Прокофьева «Ала и Лоллий», но проект не был осуществлён, и никакие данные о подготовке этого спектакля в 1915 году не сохранились.

### Свой путь
Современники и критики отмечали, что Романов был последователем М. М. Фокина. Согласно заметке одного из репортёров 1914 года, Романова называли «маленьким Фокиным». Как писала В. М. Красовская, к 1916 году Е. А Смирнова уже была женой Б. Г. Романова и одновременно исполняла как ведущие партии академических балетов, так и выступала в постановках мужа, «прекинувших мостик от опытов Фокина к экспрессионизму». Смирнова, которую Борисоглебский называл «противницей новаторства М. Фокина», участвовала в хореографических опытах Романова, где пригодились её «пылкость и буйная сила», и виртуозность танца. Сравнивая внешнее сходство хореографии Фокина и Романова (тяга к стилизации, отбор сюжетов, лаконичность форм, влечение к экзотике), Красовская дала следующую оценку: «Искусство Фокина было значительнее. Фокин искал человеческое в иллюстрациях к любой эпохе. Романов это человеческое подчас коверкал, уходя от выспреннего живописного импрессионизма Фокина к импрессионизму, судорожно пульсирующему, но выхолощенному».
Но в 1918 году в творчестве хореографа произошёл перелом. Согласно Е. Я. Суриц, в это время Романов «задумывался над собственной выразительностью танцевального движения» и по свидетельству Д. И. Лешкова создавал «танец без музыки, внешнего оформления и хотя бы условного костюма».

### В эмиграции
После отъезда за границу в 1920 году осел в Берлине, где возглавлял Русский романтический театр (1921—1926), осуществлял постановки в театрах Буэнос-Айреса, Парижа, Милана, Рима. В 1931 году Борис Романов был балетмейстером «Балета Русской оперы в Париже». В 1938—1942 и 1945—1950 годах — главный балетмейстер Метрополитен-опера (Нью-Йорк), также работал в Чикагской опере (1956). Среди наиболее успешных постановок выделяются «Любовь-волшебница» де Фальи, «Вальс» Равеля (1929), «Шут» Прокофьева (1930) и другие. Возобновлял, обычно в своей редакции, балеты русского классического наследия и дягилевского репертуара.

## Постановки
Русский балет Дягилева
- 1913 — «Трагедия Саломеи», композитор Ф. Шмитт, художник С. Ю. Судейкин, Париж, Театр Елисейских Полей[3]. Дирижёр Пьер Монтё, в главной роли Тамара Карсавина[18], режиссёр Сергей Григорьев.
- 1914 — танцы в опере «Соловей» И. С. Стравинского, Париж, Гранд-опера[3]. Дирижёр Пьер Монтё, режиссёр Сергей Григорьев.

Мариинский театр
- 1914 — «Андалузиана» на музыку Бизе[3]

Ла Скала
- 1925 — «Петрушка»[3]

Театр Колон
- 1928 — «Пульчинелла»; балеты в хореографии Фокина: «Шехеразада» и «Жар-птица»[3]
- 1929 — «Любовь-волшебница» де Фалья, «Вальс» Равеля, «Тамара» на музыку Балакирева[3]
- 1930 — «Жизель»; «Шут» Прокофьева[3]

Русский балет Монте-Карло
- 1936 — «Щелкунчик»[3]

Римская опера
- 1950 — «Пульчинелла»[3]
- 1952 — «Жизель»[3]

Чикагская опера
- 1956 — «Арлекинада», Русский балет Монте-Карло (Балле рюс де Монте-Карло)[3]

## Семья
- Жена — Е. А. Смирнова (1888—1934), балерина[3]